# فلاديمير مورافيك
فلاديمير مورافيك (بالتشيكية: Vladimír Morávek)‏ هو كاتب سيناريو ومخرج تشيكي، ولد في 9 أبريل 1965 في Moravský Krumlov ‏ في التشيك.

## وصلات خارجية
- فلاديمير مورافيك على موقع IMDb (الإنجليزية)
- فلاديمير مورافيك على موقع قاعدة بيانات الفيلم (الإنجليزية)
- فلاديمير مورافيك على موقع كينوبويسك (الروسية)